# Rural Hill
Rural Hill é uma Região censo-designada localizada no estado norte-americano de Tennessee, no Condado de Wilson.

## Demografia
Segundo o censo norte-americano de 2000, a sua população era de 2032 habitantes.

## Geografia
De acordo com o United States Census Bureau tem uma área de
10,1 km², dos quais 10,0 km² cobertos por terra e 0,1 km² cobertos por água.

## Localidades na vizinhança
O diagrama seguinte representa as localidades num raio de 20 km ao redor de Rural Hill.